# Louisa Hanoune
Louisa Hanoune (Jijel, 7 de abril de 1954) es la jefa del Partido de los Trabajadores de Argelia (PT). En 2004, se convirtió en la segunda mujer de un país árabe y musulmán en postularse para las Elecciones Presidenciales de Argelia, después de la Candidatura de Aicha Mint Jiddan a la presidencia de Mauritania en noviembre de 2003 como primera mujer en el mundo árabe a postular a la presidencia de un estado. 
Louisa Hanoune fue encarcelada por el gobierno en varias ocasiones antes de la legalización del partido político en 1988. Ella fue encarcelada poco después de incorporarse a la Organización de Trabajadores Sociales, un partido ilegal, en 1981, y de nuevo después de los disturbios del octubre de 1988, que llevaron al final del  Frente de Liberación Nacional (FLN) sistema de partido único. 
Durante la Guerra Civil de Argelia de la década de 1990, Louisa Hanoune fue una de las pocas voces que se opusieron en el Parlamento de Argelia, y fue, a pesar de su partido, una firme opositora al gobierno de política islamista. En enero de 1995, se firmó el San Egidio Plataforma, junto con representantes de otros partidos de la oposición, incluido el Frente Islámico de Salvación. Participó en las elecciones presidenciales de Argelia el 9 de abril de 2009, quedando en segundo lugar. Louisa Hanoune presentó un proyecto de abolición a la pena de muerte, junto con su compañero Ahmed Ouyahia, que fue tratado en el Parlamento de Argelia, en 2008.